# John J. Peck
John James Peck (4 de janeiro de 1821 - 21 de abril de 1878) foi um militar do exército dos Estados Unidos.

## Vida
Peck nasceu em 4 de janeiro de 1821 em Manlius, Nova Iorque, filho de John W. Peck e Phebe Peck.
Peck entrou na Academia Militar dos Estados Unidos aos 18 anos e se formou em oitavo lugar em uma classe de 39 em 1 de julho de 1843.